# Jacques Mathot
Jacques Mathot (* im 20. Jahrhundert) war ein französischer Filmtechniker und Ingenieur, der auf der Oscarverleihung 1950 mit einem Oscar für technische Verdienste ausgezeichnet wurde.

## Leben
Während seiner Zusammenarbeit mit dem Filmtechnikpionier André Debrie lernte Jacques Mathot, der Kameras herstellte, den Ingenieur und Filmtechniker André Coutant kennen. Die Kamera Éclair lag beiden besonders am Herzen und wurde von dem zu Freunden gewordenen Gespann immer mehr perfektioniert.
Auf der Oscarverleihung 1950 wurde Jacques Mathot zusammen mit André Coutant mit einem Technical Achievement Award der Klasse III ausgezeichnet „für die Gestaltung der Éclair Camerette“ („For the design of the Eclair Camerette“). Die Caméflex, engl. meist Camerette, ist ein Modell einer Kamera, die von der französischen Firma Éclair 1947 erstmals auf den Markt gebracht wurde.

## Auszeichnung
Oscar für technische Verdienste Zertifikat der Klasse III
- Oscarverleihung 1949: Technical Achievement Award gemeinsam mit André Coutant